# Corps de garde

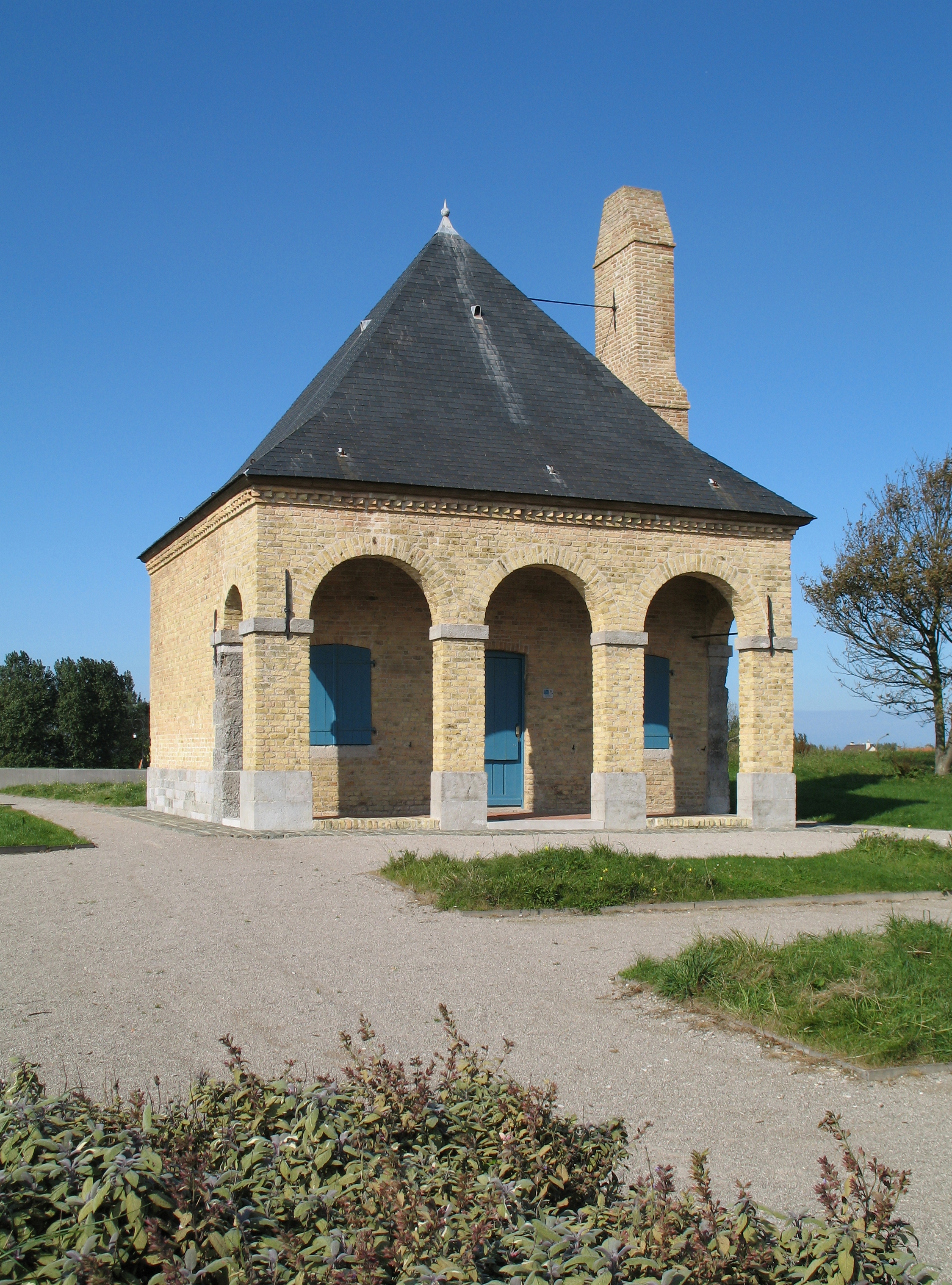
Un corps de garde à Gravelines

Un corps de garde, appelé aussi salle des gardes est une construction militaire servant à protéger l'entrée d'une fortification ou un site. Sous l'Ancien Régime, c’est aussi un ouvrage maçonné destiné à abriter les soldats chargés de surveiller un espace stratégique militaire (arsenal, bastion, littoral). L'expression « corps de garde » s'emploie aussi pour désigner la petite troupe qui occupe ce bâtiment à vocation militaire et qui a pour charge d'assurer la sécurité de son entrée, de filtrer ceux qui peuvent pénétrer dans l’enceinte fortifiée et donner l'alarme. En règle générale, les soldats de garde ne sont pas spécialement affectés à cette fonction. Ils sont fournis, par roulement, par l’ensemble de la garnison, généralement pour des tours de garde.

## Corps de garde protégeant une entrée
Il est souvent situé au-dessus de l'unique accès à une place fortifiée. De cette pièce, les gardes pouvaient baisser la herse et lâcher des pierres ou décocher des flèches par les assommoirs sur les assaillants. Le pont-levis était en général actionné d'une autre pièce isolée, la surveillance de la porte d'entrée étant partagée entre deux équipes dans le but de diminuer les risques de trahison.
À une époque où l'armée était garante de l'ordre public, le corps de garde servait également de poste de police.

## Corps de garde des côtes

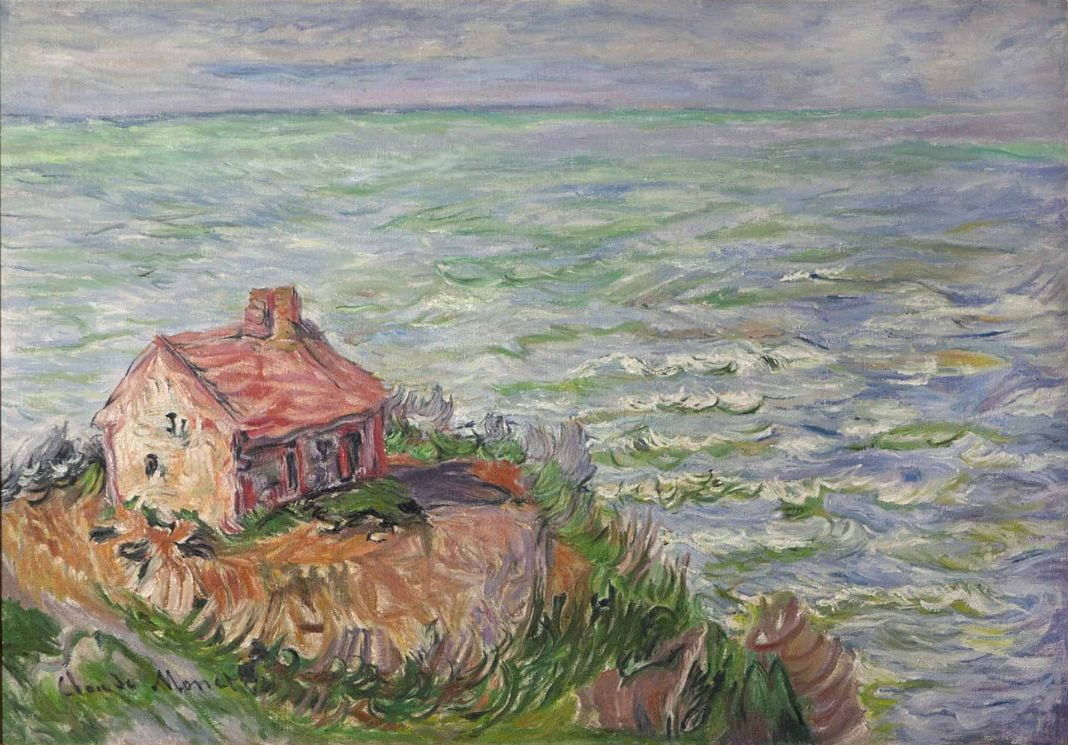
Cabane des douaniers, tableau de Claude Monet (1882).

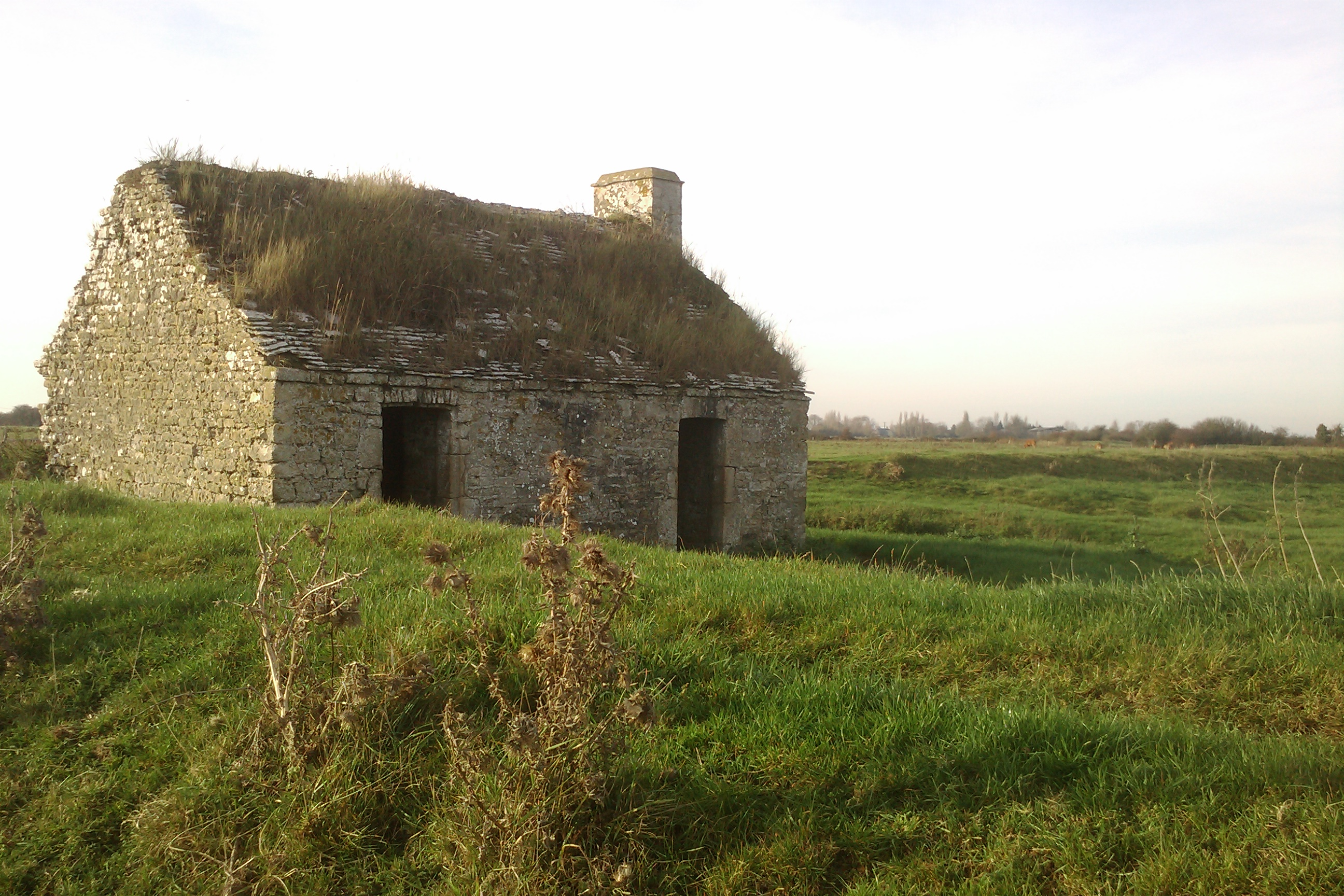
Corps de garde des Veys. En Normandie, ces constructions se présentent sous la forme de petits édifices bas et trapus, que les guides touristiques appellent improprement cabanes Vauban.

Dès le Moyen-Âge, la population côtière est astreinte à un guet de mer destiné à empêcher les trafics de contrebandiers et les débarquements clandestins (espions, passeurs) signalés par un système de signaux optiques« relayé jusque dans l'arrière-pays par le tocsin des églises ». Un système de défense littorale est imaginé par Vauban au XVIIe siècle, dans le but de prévenir une attaque navale étrangère de grande envergure. Le maréchal de France et ses successeurs jalonnent la côte de corps de garde, de redoutes et de batteries. Les premiers corps de garde édifiés par l'Armée ou, à partir du XVIIIe siècle par les Douanes, sont de petits édifices en pierre servant de postes de guet en temps de guerre (simples maisonnettes à peine suffisantes pour abriter un piquet de garde), et de poste pour les garde-côtes des douanes : distants de quelques kilomètres les uns des autres, ils sont construits le plus proche possible du bord de mer, sur le chemin de ronde. Ces ouvrage maçonnés desservis par les milices garde-côtes sont progressivement intégrés dans un ensemble fortifié (redoutes, fortins) comprenant des batteries de côte, une guérite ou poste d'observation, des locaux logistiques (magasins à poudre, magasin d'artillerie, magasin aux vivres) et des chambrées pour la troupe. Les coupes dans les budgets militaires au début du XIXe siècle conduisent les commissions des défenses des côtes à déclasser ces fortifications ou à les conserver dans le domaine militaire, en réserve, en les confiant aux garde-côtes des douanes pour « utilisation et entretien », d'où le nom impropre à leur fonction d'origine, de "maison des douaniers", donné parfois à ces postes de garde à partir duquel les patrouilles effectuent des rondes de jour et surtout de nuit pour empêcher les débarquements nocturnes de quelques individus isolés, principal danger,.
La crise d'Orient qui débute à la fin des années 1830 entraîne un regain de tension entre l'Angleterre et la France, ce qui remet à l'ordre du jour la question de la défense de Paris et de l'intégrité des frontières maritimes. Cette perspective d'hostilités avec l'Angleterre sous le règne de Louis-Philippe débouche en 1840 sur un programme d'édification de l'enceinte de Paris et de fortifications littorales. Le maréchal Soult, ministre de la Guerre, institue, par décret du 11 février 1841, une commission mixte d'armement des côtes. Chargée de réorganiser la défense du littoral et l'armement des côtes de France, cette commission définit trois types d'ouvrages : corps de garde, tour et redoute-modèle avec caserne défensive. En 1846, le Génie militaire français met ainsi en œuvre un programme d'implantation de réduits de batterie résultant d'une standardisation des ouvrages destinés à la défense côtière. Ces réduits qui doivent réorganiser et compléter le programme des tours-modèles type 1811 interrompu en 1814, sont prioritairement implantés autour des grands points d'appuis de la flotte, Brest et Toulon, et certains grands ports comme Marseille . De 1846 à 1862, près de 150 corps de garde crénelés sont élevés sur le littoral français en Atlantique et en Méditerranée.
Les autorités et les populations côtières perçoivent différemment le rôle dévolu à ces ouvrages fortifiés de défense littorale et leur accordent une confiance très diverse.

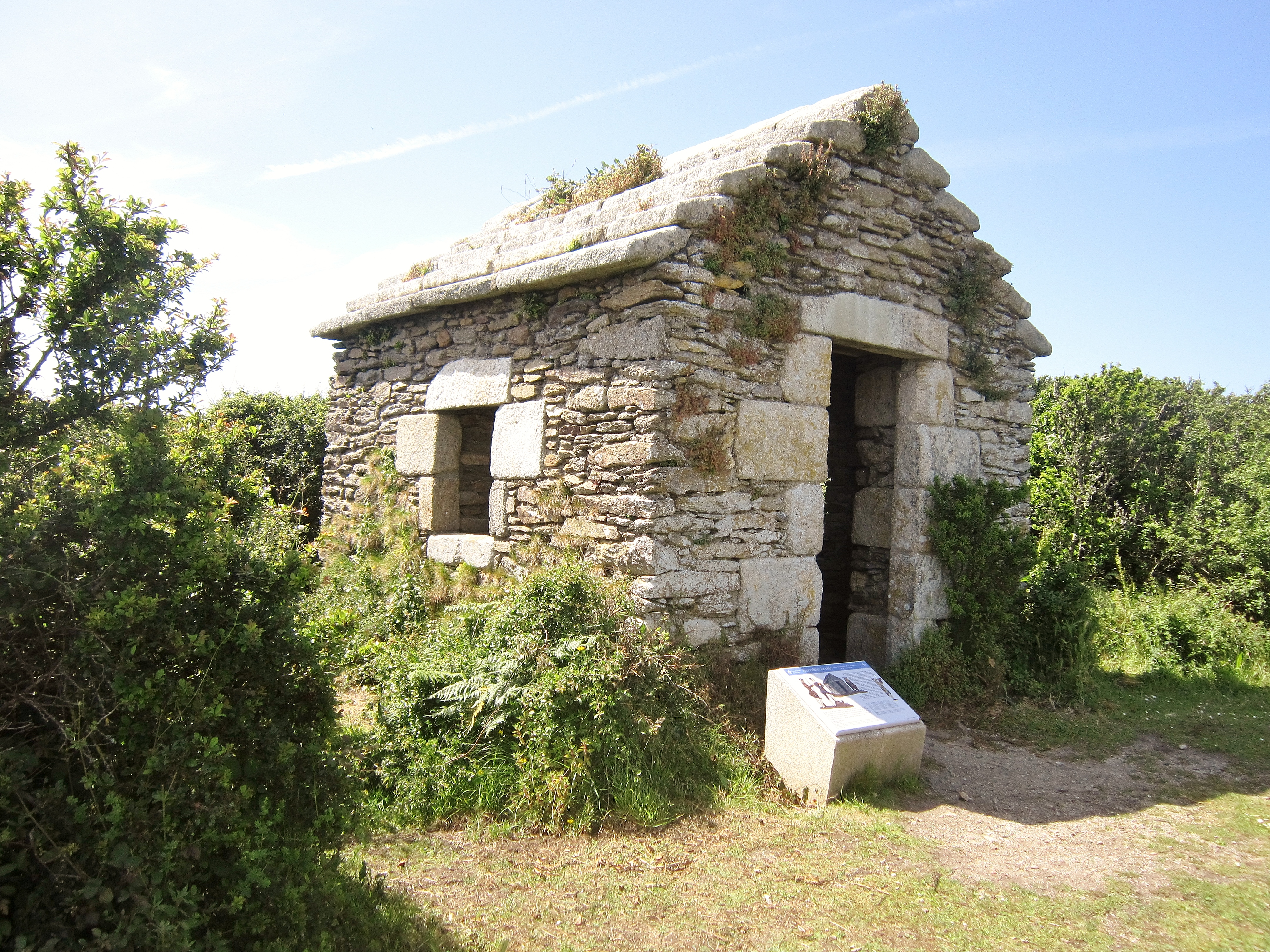
La "maison des douaniers" à Locmaria-Plouzané.
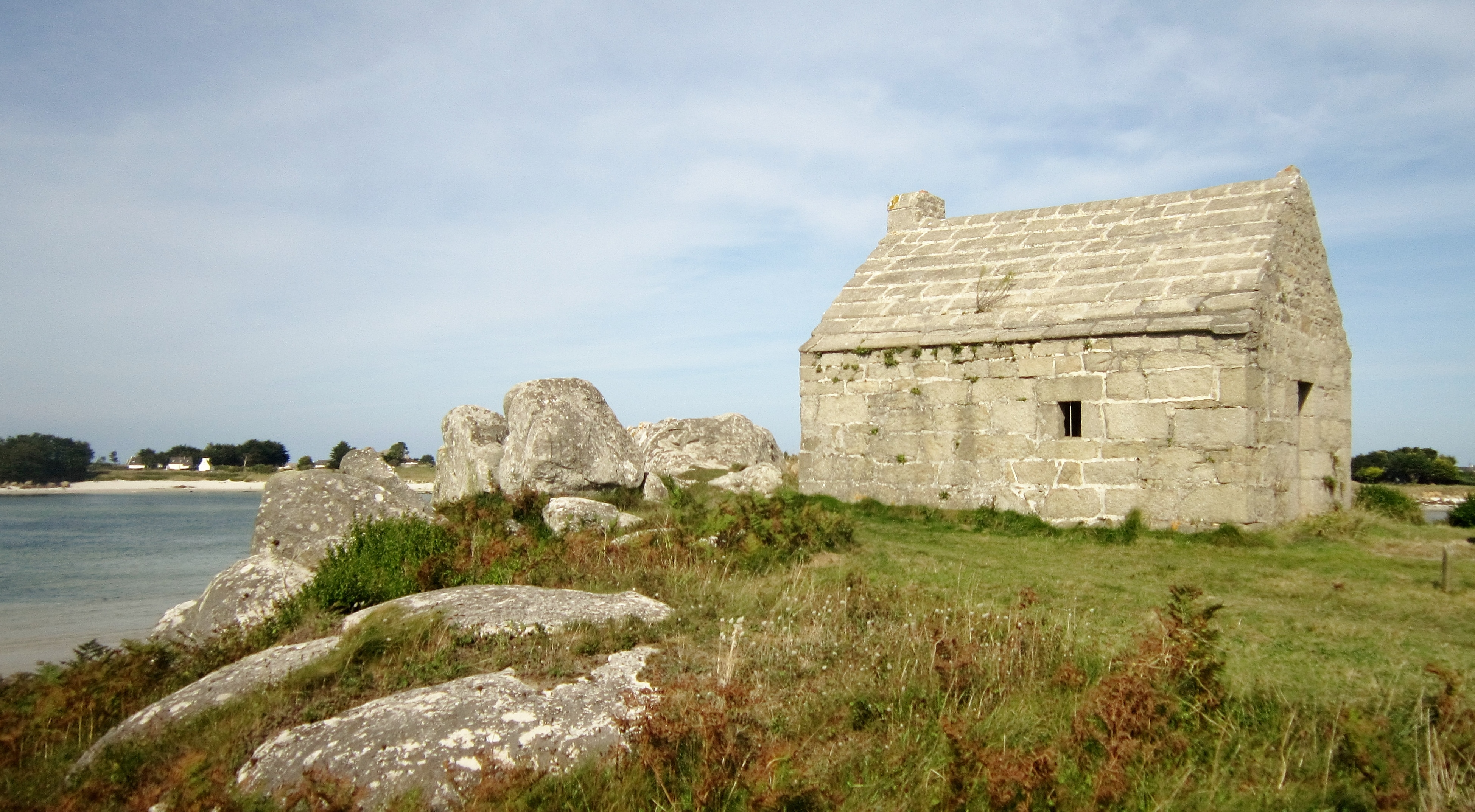
Le corps de garde de Guissény.
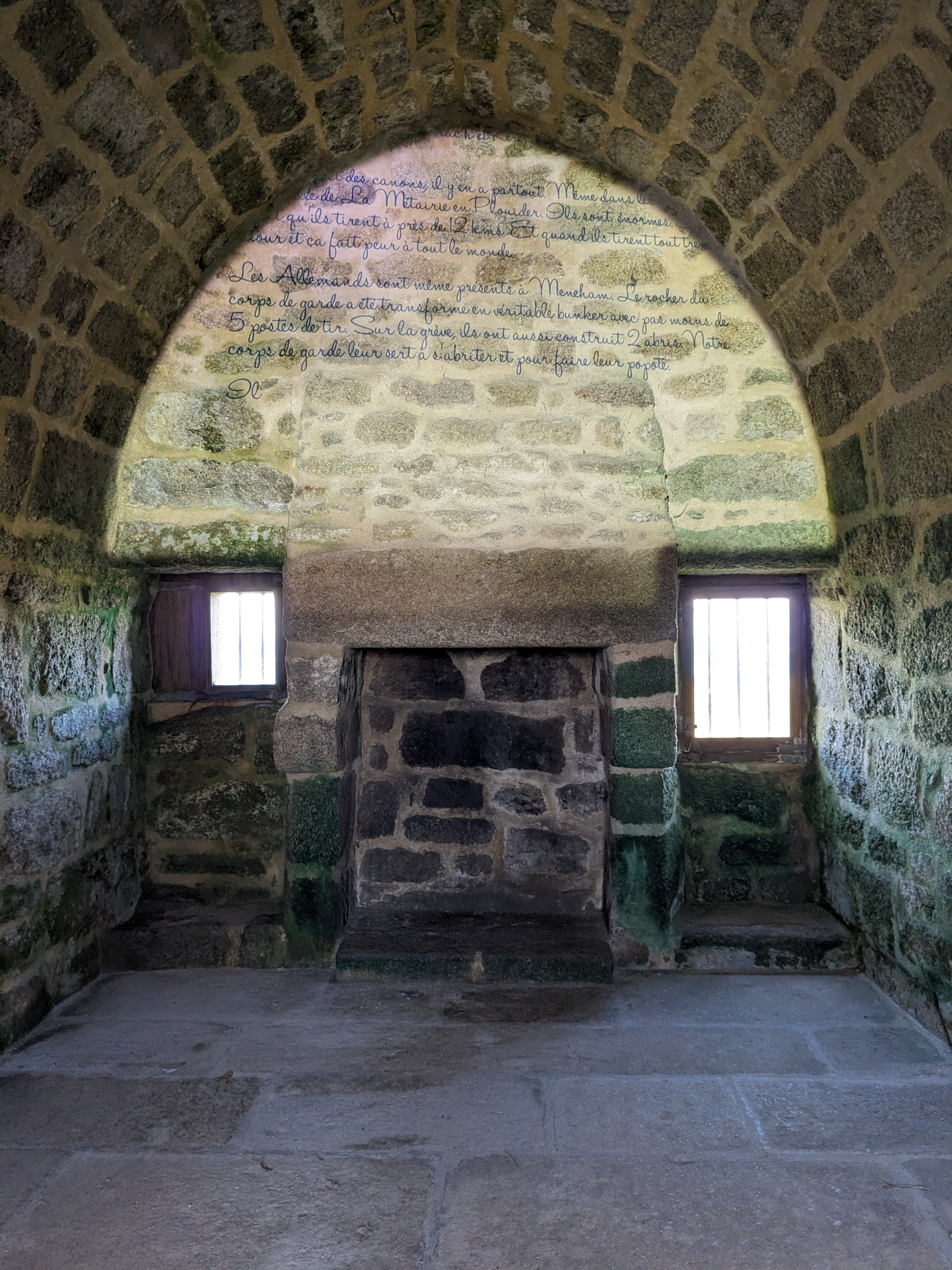
Corps de garde de Meneham.
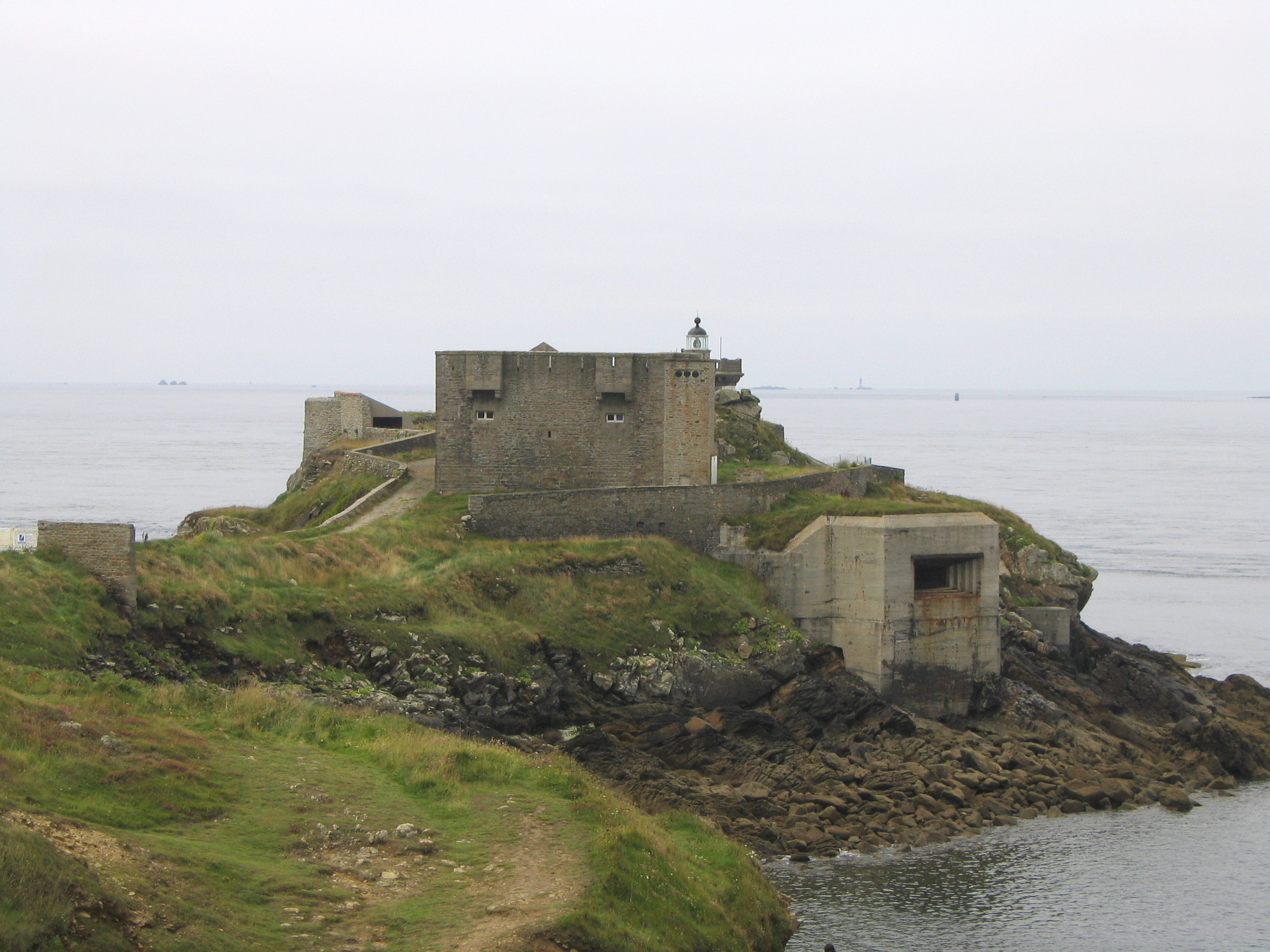
Corps de garde et bunker sur le presqu'île de Kermorvan.

## Vie dans un corps de garde
Généralement, le corps de garde est assez réduit en surface, offrant un confort sommaire. Il y a parfois une zone de vie et une zone de repos, mais souvent il n’y a pas de différenciation spatiale. Le couchage se fait dans des hamacs, des bats-flancs ou des lits de camp traditionnels. Ce mobilier est complété par une table, de bancs, un râteliers d'armes. 